# Isamu Noguchi
Isamu Noguchi, född 17 november 1904, död 30 december 1988, var en japansk-amerikansk konstnär, landskapsarkitekt och möbeldesigner.

## Biografi
Isamu Noguchi är mest känd för sina summariskt enkla, nonfigurativa skulpturer i sten eller trä, vilka finns bland annat i New York och Jerusalem. De röjer såväl västerländskt inflytande - han var Constantin Brancusis assistent 1927-29 - som orientalisk påverkan.

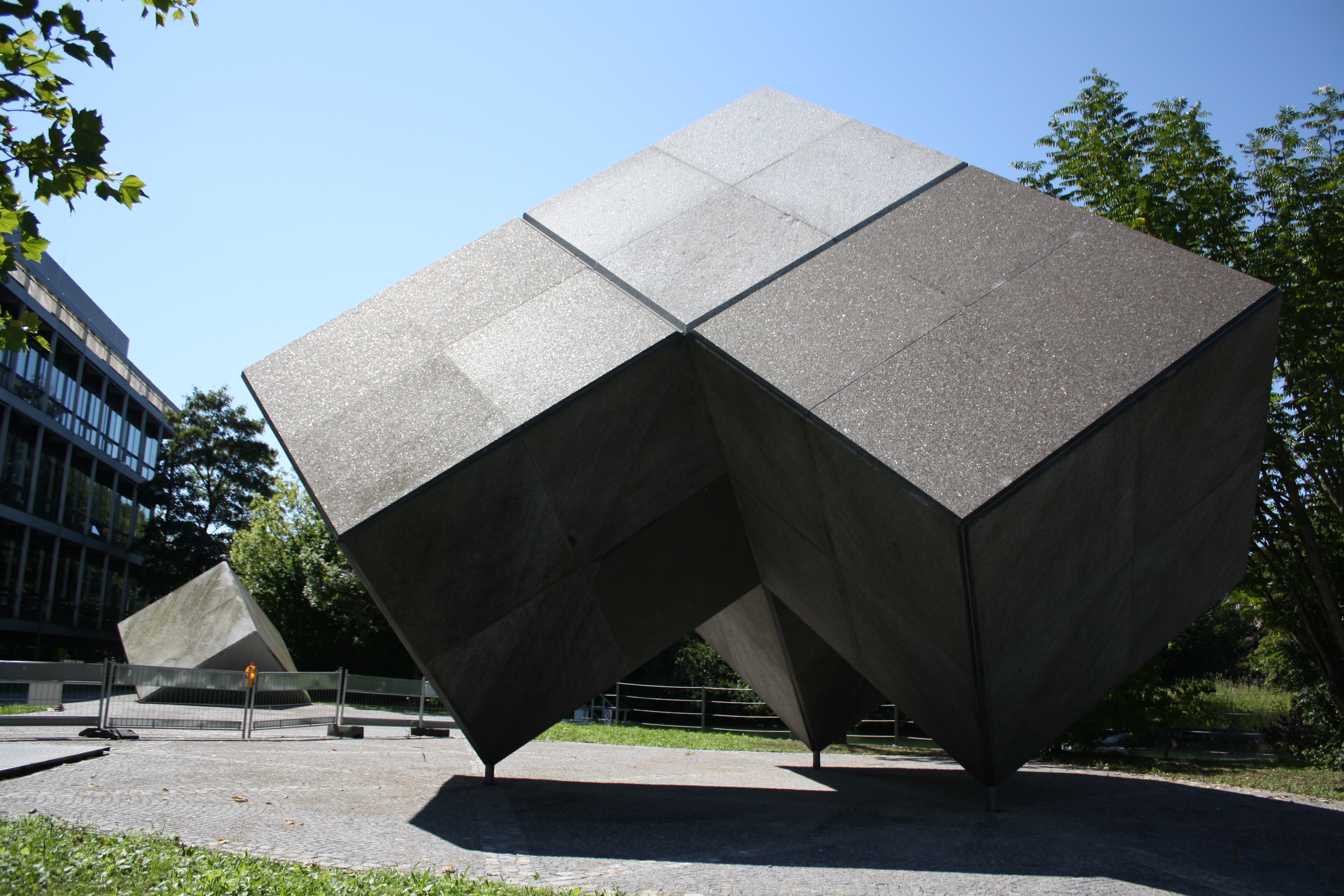
Zwillingsplastik 1972 i München

Noguchi har även med framgång arbetat som landskapsarkitekt och har bl. a. anlagt Stenträdgården (1958) i Unescohuset i Paris.